# Metato

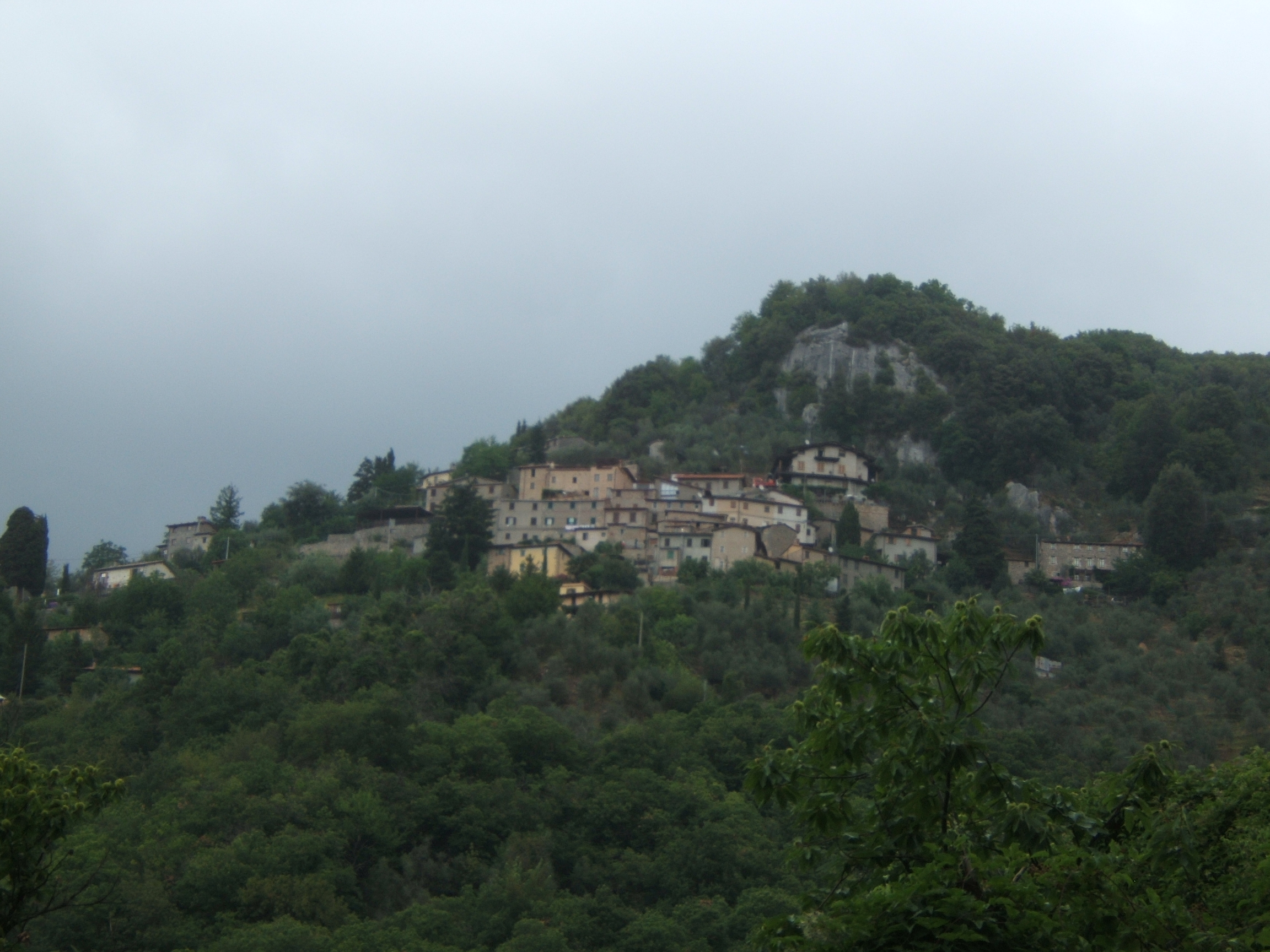
Metato

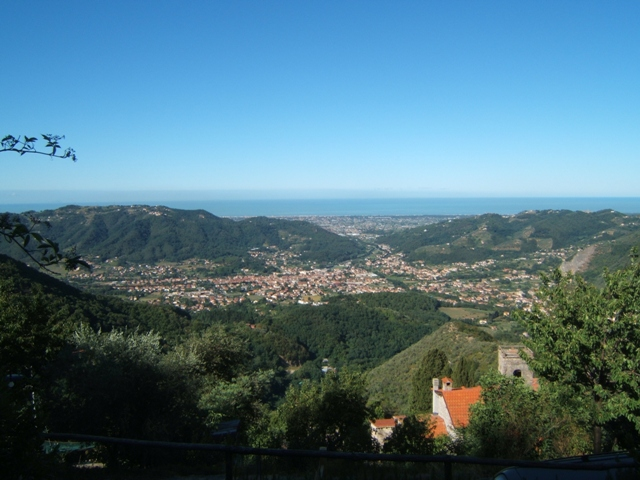
Blick auf die Küste

Metato ist ein kleines Bergdorf in der Provinz Lucca, Toskana, Italien. Es ist ein Ortsteil (Fraktion, italienisch frazione) der Gemeinde Camaiore.

## Geografie
Der Ort liegt am Rande der apuanischen Alpen in 414 Meter Höhe und hat ca. 60 Einwohner. Er liegt ca. 2,5 km nordöstlich des Hauptortes Camaiore, ca. 19 km nordwestlich der Provinzhauptstadt Lucca und ca. 77 km nordwestlich der Regionalhauptstadt Florenz an einem westlichen Ausläufer des Berges Monte Prana (1221 m).

## Beschreibung
In dem Dorf gibt es nur wenige Häuser und eine Kirche. Von Metato aus blickt man auf die Stadt Camaiore und das Meer, da das Dorf selbst auch auf einem Berg liegt. Der Name Metato kommt aus dem Lateinischen für Kastanie. Der Name wurde dem Dorf gegeben, weil es inmitten eines Waldes liegt, in welchem sich außergewöhnlich viele Esskastanien befinden.

## Sehenswürdigkeiten
- Chiesa di Santa Maria Assunta, Kirche aus dem 18. Jahrhundert.[3]
- Buca del Tasso, Grotte und Ausgrabungsort am Fluss Carpigna. Hier wurde Material aus dem Mittelpaläolithikum gefunden.[4]